# Liste der Nummer-eins-Hits in Neuseeland (2019)
Dies ist eine Liste der Nummer-eins-Hits in Neuseeland im Jahr 2019. Sie basiert auf den offiziellen Single und Album Top 40, die im Auftrag von Recorded Music NZ, dem neuseeländischen Vertreter der IFPI, ermittelt werden.

## Singles
| ← 2018 ← | Liste der Nummer-eins-Hits in Neuseeland | Liste der Nummer-eins-Hits in Neuseeland | Liste der Nummer-eins-Hits in Neuseeland | 2020 →                    |
| \| Zeitraum \| Wo. ges. \| Interpret \| Titel Autor(en) \| Zusätzliche Informationen \| \| (Zeitraum, Wochen auf Platz eins, Interpret, Titel, Autor[en], zusätzliche Informationen) \| \| \| \| \| \| ----------------------------------------------------------------------------------------- \| -------- \| ------------------------------- \| ----------------------------------------------------------------------------------------------------------------------------------------------------------------------- \| ------------------------- \| \| 31. Dezember 2018 – 6. Januar 2019 1 Woche (insgesamt 4) \| 4 \| Mariah Carey \| All I Want for Christmas Is You Walter N. Afanasieff, Mariah Carey \| – \| \| 7. Januar 2019 – 13. Januar 2019 1 Woche \| 1 \| Ava Max \| Sweet but Psycho Ava Max, Andreas Andersen Haukeland, Madison Love, Henry Walter \| – \| \| 14. Januar 2019 – 27. Januar 2019 2 Wochen \| 2 \| Post Malone & Swae Lee \| Sunflower Austin Richard Post, Khalif Malik ibn Shaman Brown, Carter Lang, Billy Walsh, Louis Bell \| – \| \| 28. Januar 2019 – 24. Februar 2019 4 Wochen \| 4 \| Ariana Grande \| 7 Rings Ariana Grande, Charles Anderson, Kimberly Krysiuk, Michael Foster, Njomza Vitia, Oscar Hammerstein II, Richard Rodgers, Tayla Parx, Tommy Brown, Victoria Monét \| – \| \| 25. Februar 2019 – 17. März 2019 3 Wochen \| 3 \| Ariana Grande \| Break Up with Your Girlfriend, I’m Bored Ariana Grande, Max Martin, Ilya Salmanzadeh, Savan Kotecha, Kandi Burruss, Kevin Briggs \| – \| \| 18. März 2019 – 24. März 2019 1 Woche \| 1 \| Jonas Brothers \| Sucker Nick Jonas, Kevin Jonas, Ryan Tedder, Joe Jonas \| – \| \| 25. März 2019 – 31. März 2019 1 Woche \| 1 \| Khalid \| Talk Khalid Robinson, Guy Lawrence, Howard Lawrence \| – \| \| 1. April 2019 – 7. April 2019 1 Woche \| 1 \| Post Malone \| Wow. Austin Post, Louis Bell, Adam Feeny, Billy Walsh \| – \| \| 8. April 2019 – 14. April 2019 1 Woche \| 1 \| Billie Eilish \| Bad Guy Billie O’Connell, Finneas O’Connell \| – \| \| 15. April 2019 – 7. Juli 2019 12 Wochen \| 12 \| Lil Nas X feat. Billy Ray Cyrus \| Old Town Road (Remix) Montero Hill, Trent Reznor, Atticus Ross \| – \| \| 8. Juli 2019 – 8. September 2019 9 Wochen \| 9 \| Shawn Mendes & Camila Cabello \| Señorita Shawn Mendes, Camila Cabello, Andrew Wotman, Benjamin Levin, Ali Tamposi, Charlotte Emma Aitchison, Jack Patterson, Magnus August Høiberg \| – \| \| 9. September 2019 – 15. September 2019 1 Woche (insgesamt 10) \| 10 \| Tones and I \| Dance Monkey Toni Watson \| – \| \| 16. September 2019 – 22. September 2019 1 Woche \| 1 \| Post Malone \| Circles Austin Post, Adam Feeney, Billy Walsh, Kaan Gunesberk, Louis Bell \| – \| \| 23. September 2019 – 17. November 2019 8 Wochen (insgesamt 10) \| 10 \| Tones and I \| Dance Monkey Toni Watson \| – \| \| 18. November 2019 – 29. Dezember 2019 6 Wochen \| 6 \| Arizona Zervas \| Roxanne Arizona Zervas \| – \| \| 30. Dezember 2019 – 5. Januar 2020 1 Woche (insgesamt 4) \| 4 \| Mariah Carey \| All I Want for Christmas Is You Walter N. Afanasieff, Mariah Carey \| – \| |                                          |                                          | |                           |
| ← 2018 |                                          |                                          | | → 2020 →                  |
| Zeitraum | Wo. ges.                                 | Interpret                                | Titel Autor(en) | Zusätzliche Informationen |
| (Zeitraum, Wochen auf Platz eins, Interpret, Titel, Autor[en], zusätzliche Informationen) |                                          |                                          | |                           |
| 31. Dezember 2018 – 6. Januar 2019 1 Woche (insgesamt 4) | 4                                        | Mariah Carey                             | All I Want for Christmas Is You Walter N. Afanasieff, Mariah Carey | –                         |
| 7. Januar 2019 – 13. Januar 2019 1 Woche | 1                                        | Ava Max                                  | Sweet but Psycho Ava Max, Andreas Andersen Haukeland, Madison Love, Henry Walter                                                                                        | –                         |
| 14. Januar 2019 – 27. Januar 2019 2 Wochen | 2                                        | Post Malone & Swae Lee                   | Sunflower Austin Richard Post, Khalif Malik ibn Shaman Brown, Carter Lang, Billy Walsh, Louis Bell                                                                      | –                         |
| 28. Januar 2019 – 24. Februar 2019 4 Wochen | 4                                        | Ariana Grande                            | 7 Rings Ariana Grande, Charles Anderson, Kimberly Krysiuk, Michael Foster, Njomza Vitia, Oscar Hammerstein II, Richard Rodgers, Tayla Parx, Tommy Brown, Victoria Monét | –                         |
| 25. Februar 2019 – 17. März 2019 3 Wochen | 3                                        | Ariana Grande                            | Break Up with Your Girlfriend, I’m Bored Ariana Grande, Max Martin, Ilya Salmanzadeh, Savan Kotecha, Kandi Burruss, Kevin Briggs                                        | –                         |
| 18. März 2019 – 24. März 2019 1 Woche | 1                                        | Jonas Brothers                           | Sucker Nick Jonas, Kevin Jonas, Ryan Tedder, Joe Jonas | –                         |
| 25. März 2019 – 31. März 2019 1 Woche | 1                                        | Khalid                                   | Talk Khalid Robinson, Guy Lawrence, Howard Lawrence | –                         |
| 1. April 2019 – 7. April 2019 1 Woche | 1                                        | Post Malone                              | Wow. Austin Post, Louis Bell, Adam Feeny, Billy Walsh | –                         |
| 8. April 2019 – 14. April 2019 1 Woche | 1                                        | Billie Eilish                            | Bad Guy Billie O’Connell, Finneas O’Connell | –                         |
| 15. April 2019 – 7. Juli 2019 12 Wochen | 12                                       | Lil Nas X feat. Billy Ray Cyrus          | Old Town Road (Remix) Montero Hill, Trent Reznor, Atticus Ross | –                         |
| 8. Juli 2019 – 8. September 2019 9 Wochen | 9                                        | Shawn Mendes & Camila Cabello            | Señorita Shawn Mendes, Camila Cabello, Andrew Wotman, Benjamin Levin, Ali Tamposi, Charlotte Emma Aitchison, Jack Patterson, Magnus August Høiberg                      | –                         |
| 9. September 2019 – 15. September 2019 1 Woche (insgesamt 10) | 10                                       | Tones and I                              | Dance Monkey Toni Watson | –                         |
| 16. September 2019 – 22. September 2019 1 Woche | 1                                        | Post Malone                              | Circles Austin Post, Adam Feeney, Billy Walsh, Kaan Gunesberk, Louis Bell                                                                                               | –                         |
| 23. September 2019 – 17. November 2019 8 Wochen (insgesamt 10) | 10                                       | Tones and I                              | Dance Monkey Toni Watson | –                         |
| 18. November 2019 – 29. Dezember 2019 6 Wochen | 6                                        | Arizona Zervas                           | Roxanne Arizona Zervas | –                         |
| 30. Dezember 2019 – 5. Januar 2020 1 Woche (insgesamt 4) | 4                                        | Mariah Carey                             | All I Want for Christmas Is You Walter N. Afanasieff, Mariah Carey | –                         |

## Alben
| ← 2018 ← | Liste der Nummer-eins-Hits in Neuseeland | Liste der Nummer-eins-Hits in Neuseeland | Liste der Nummer-eins-Hits in Neuseeland | 2020 →                    |
| \| Zeitraum \| Wo. ges. \| Interpret \| Titel \| Zusätzliche Informationen \| \| (Zeitraum, Wochen auf Platz eins, Interpret, Titel, zusätzliche Informationen) \| \| \| \| \| \| ------------------------------------------------------------------------------ \| -------- \| -------------------------- \| ---------------------------------------- \| ------------------------- \| \| 29. Oktober 2018 – 17. Februar 2019 16 Wochen \| 16 \| Lady Gaga & Bradley Cooper \| A Star Is Born \| – \| \| 18. Februar 2019 – 7. April 2019 7 Wochen \| 7 \| Ariana Grande \| Thank U, Next \| – \| \| 8. April 2019 – 21. April 2019 2 Wochen (insgesamt 10) \| 10 \| Billie Eilish \| When We All Fall Asleep, Where Do We Go? \| – \| \| 22. April 2019 – 28. April 2019 1 Woche \| 1 \| BTS \| Map of the Soul: Persona \| – \| \| 29. April 2019 – 5. Mai 2019 1 Woche (insgesamt 10) \| 10 \| Billie Eilish \| When We All Fall Asleep, Where Do We Go? \| – \| \| 6. Mai 2019 – 19. Mai 2019 2 Wochen \| 2 \| Pink \| Hurts 2B Human \| – \| \| 20. Mai 2019 – 23. Juni 2019 5 Wochen (insgesamt 10) \| 10 \| Billie Eilish \| When We All Fall Asleep, Where Do We Go? \| – \| \| 24. Juni 2019 – 30. Juni 2019 1 Woche \| 1 \| Bruce Springsteen \| Western Stars \| – \| \| 1. Juli 2019 – 7. Juli 2019 1 Woche (insgesamt 10) \| 10 \| Billie Eilish \| When We All Fall Asleep, Where Do We Go? \| – \| \| 8. Juli 2019 – 14. Juli 2019 1 Woche \| 1 \| Beastwars \| IV \| – \| \| 15. Juli 2019 – 21. Juli 2019 1 Woche (insgesamt 10) \| 10 \| Billie Eilish \| When We All Fall Asleep, Where Do We Go? \| – \| \| 22. Juli 2019 – 1. September 2019 6 Wochen \| 6 \| Ed Sheeran \| No.6 Collaborations Project \| – \| \| 2. September 2019 – 8. September 2019 1 Woche \| 1 \| Taylor Swift \| Lover \| – \| \| 9. September 2019 – 15. September 2019 1 Woche \| 1 \| Tool \| Fear Inoculum \| – \| \| 16. September 2019 – 22. September 2019 1 Woche \| 1 \| Verschiedene Interpreten \| Waiata / Anthems \| – \| \| 23. September 2019 – 3. November 2019 6 Wochen (insgesamt 7) \| 7 \| Post Malone \| Hollywood’s Bleeding \| – \| \| 4. November 2019 – 10. November 2019 1 Woche \| 1 \| Kanye West \| Jesus Is King \| – \| \| 11. November 2019 – 17. November 2019 1 Woche (insgesamt 7) \| 7 \| Post Malone \| Hollywood’s Bleeding \| – \| \| 18. November 2019 – 22. Dezember 2019 5 Wochen (insgesamt 37) \| 37 \| Six60 \| Six60 (3) \| – \| \| 23. Dezember 2019 – 5. Januar 2020 2 Wochen \| 2 \| Harry Styles \| Fine Line \| – \| |                                          |                                          |                                          |                           |
| ← 2018 |                                          |                                          |                                          | → 2020 →                  |
| Zeitraum | Wo. ges.                                 | Interpret                                | Titel                                    | Zusätzliche Informationen |
| (Zeitraum, Wochen auf Platz eins, Interpret, Titel, zusätzliche Informationen) |                                          |                                          |                                          |                           |
| 29. Oktober 2018 – 17. Februar 2019 16 Wochen | 16                                       | Lady Gaga & Bradley Cooper               | A Star Is Born                           | –                         |
| 18. Februar 2019 – 7. April 2019 7 Wochen | 7                                        | Ariana Grande                            | Thank U, Next                            | –                         |
| 8. April 2019 – 21. April 2019 2 Wochen (insgesamt 10) | 10                                       | Billie Eilish                            | When We All Fall Asleep, Where Do We Go? | –                         |
| 22. April 2019 – 28. April 2019 1 Woche | 1                                        | BTS                                      | Map of the Soul: Persona                 | –                         |
| 29. April 2019 – 5. Mai 2019 1 Woche (insgesamt 10) | 10                                       | Billie Eilish                            | When We All Fall Asleep, Where Do We Go? | –                         |
| 6. Mai 2019 – 19. Mai 2019 2 Wochen | 2                                        | Pink                                     | Hurts 2B Human                           | –                         |
| 20. Mai 2019 – 23. Juni 2019 5 Wochen (insgesamt 10) | 10                                       | Billie Eilish                            | When We All Fall Asleep, Where Do We Go? | –                         |
| 24. Juni 2019 – 30. Juni 2019 1 Woche | 1                                        | Bruce Springsteen                        | Western Stars                            | –                         |
| 1. Juli 2019 – 7. Juli 2019 1 Woche (insgesamt 10) | 10                                       | Billie Eilish                            | When We All Fall Asleep, Where Do We Go? | –                         |
| 8. Juli 2019 – 14. Juli 2019 1 Woche | 1                                        | Beastwars                                | IV                                       | –                         |
| 15. Juli 2019 – 21. Juli 2019 1 Woche (insgesamt 10) | 10                                       | Billie Eilish                            | When We All Fall Asleep, Where Do We Go? | –                         |
| 22. Juli 2019 – 1. September 2019 6 Wochen | 6                                        | Ed Sheeran                               | No.6 Collaborations Project              | –                         |
| 2. September 2019 – 8. September 2019 1 Woche | 1                                        | Taylor Swift                             | Lover                                    | –                         |
| 9. September 2019 – 15. September 2019 1 Woche | 1                                        | Tool                                     | Fear Inoculum                            | –                         |
| 16. September 2019 – 22. September 2019 1 Woche | 1                                        | Verschiedene Interpreten                 | Waiata / Anthems                         | –                         |
| 23. September 2019 – 3. November 2019 6 Wochen (insgesamt 7) | 7                                        | Post Malone                              | Hollywood’s Bleeding                     | –                         |
| 4. November 2019 – 10. November 2019 1 Woche | 1                                        | Kanye West                               | Jesus Is King                            | –                         |
| 11. November 2019 – 17. November 2019 1 Woche (insgesamt 7) | 7                                        | Post Malone                              | Hollywood’s Bleeding                     | –                         |
| 18. November 2019 – 22. Dezember 2019 5 Wochen (insgesamt 37) | 37                                       | Six60                                    | Six60 (3)                                | –                         |
| 23. Dezember 2019 – 5. Januar 2020 2 Wochen | 2                                        | Harry Styles                             | Fine Line                                | –                         |

## Jahreshitparaden
| ← 2018 ← | Liste der Nummer-eins-Hits in Neuseeland | Liste der Nummer-eins-Hits in Neuseeland               | Liste der Nummer-eins-Hits in Neuseeland | 2020 →   |
| \| Singles \| Position# \| Alben \| \| -------------------------------------------------------------------------------------------------------------------------------------------------------------------------------- \| --------- \| ------------------------------------------------------ \| \| Old Town Road Lil Nas X Montero Hill, Trent Reznor, Atticus Ross \| 1 \| When We All Fall Asleep, Where Do We Go? Billie Eilish \| \| Sunflower Post Malone & Swae Lee Austin Richard Post, Khalif Malik ibn Shaman Brown, Carter Lang, Billy Walsh, Louis Bell \| 2 \| No. 6 Collaborations Project Ed Sheeran \| \| Bad Guy Billie Eilish Billie O’Connell, Finneas O’Connell \| 3 \| Thank U, Next Ariana Grande \| \| Wow Post Malone Austin Post, Louis Bell, Adam Feeney, Billy Walsh \| 4 \| Bohemian Rhapsody: The Original Soundtrack Queen \| \| Someone You Loved Lewis Capaldi \| 5 \| A Star Is Born Lady Gaga & Bradley Cooper \| \| Talk Khalid Khalid Robinson, Guy Lawrence, Howard Lawrence \| 6 \| ÷ Ed Sheeran \| \| I Don’t Care Ed Sheeran & Justin Bieber Ed Sheeran, Justin Bieber, Max Martin, Shellback, Jason Boyd, Fred Gibson \| 7 \| Six60 (3) Six60 \| \| Shallow Lady Gaga & Bradley Cooper Lady Gaga, Andrew Wyatt, Anthony Rossomando, Mark Ronson \| 8 \| Free Spirit Khalid \| \| Señorita Shawn Mendes & Camila Cabello Shawn Mendes, Camila Cabello, Andrew Wotman, Benjamin Levin, Ali Tamposi, Charlotte Emma Aitchison, Jack Patterson, Magnus August Høiberg \| 9 \| Diamonds Elton John \| \| 7 Rings Ariana Grande , Charles Anderson, Kimberly Krysiuk, Michael Foster, Njomza Vitia, Oscar Hammerstein II, Richard Rodgers, Tayla Parx, Tommy Brown, Victoria Monét \| 10 \| Beerbongs & Bentleys Post Malone \| |                                          |                                                        |                                          |          |
| ← 2018 |                                          |                                                        |                                          | → 2020 → |
| Singles | Position#                                | Alben                                                  |                                          |          |
| Old Town Road Lil Nas X Montero Hill, Trent Reznor, Atticus Ross | 1                                        | When We All Fall Asleep, Where Do We Go? Billie Eilish |                                          |          |
| Sunflower Post Malone & Swae Lee Austin Richard Post, Khalif Malik ibn Shaman Brown, Carter Lang, Billy Walsh, Louis Bell | 2                                        | No. 6 Collaborations Project Ed Sheeran                |                                          |          |
| Bad Guy Billie Eilish Billie O’Connell, Finneas O’Connell | 3                                        | Thank U, Next Ariana Grande                            |                                          |          |
| Wow Post Malone Austin Post, Louis Bell, Adam Feeney, Billy Walsh | 4                                        | Bohemian Rhapsody: The Original Soundtrack Queen       |                                          |          |
| Someone You Loved Lewis Capaldi | 5                                        | A Star Is Born Lady Gaga & Bradley Cooper              |                                          |          |
| Talk Khalid Khalid Robinson, Guy Lawrence, Howard Lawrence | 6                                        | ÷ Ed Sheeran                                           |                                          |          |
| I Don’t Care Ed Sheeran & Justin Bieber Ed Sheeran, Justin Bieber, Max Martin, Shellback, Jason Boyd, Fred Gibson | 7                                        | Six60 (3) Six60                                        |                                          |          |
| Shallow Lady Gaga & Bradley Cooper Lady Gaga, Andrew Wyatt, Anthony Rossomando, Mark Ronson | 8                                        | Free Spirit Khalid                                     |                                          |          |
| Señorita Shawn Mendes & Camila Cabello Shawn Mendes, Camila Cabello, Andrew Wotman, Benjamin Levin, Ali Tamposi, Charlotte Emma Aitchison, Jack Patterson, Magnus August Høiberg | 9                                        | Diamonds Elton John                                    |                                          |          |
| 7 Rings Ariana Grande , Charles Anderson, Kimberly Krysiuk, Michael Foster, Njomza Vitia, Oscar Hammerstein II, Richard Rodgers, Tayla Parx, Tommy Brown, Victoria Monét | 10                                       | Beerbongs & Bentleys Post Malone                       |                                          |          |